# Downtempo
Sous-genres
Trip hop, chillstep, tropical house
Le downtempo (également appelé chill out, chill ou downbeat) est un genre de musique électronique similaire à l'ambient, relativement lent et mélodieux. Le style émerge au début des années 1990 avec des groupes tels que Kruder und Dorfmeister et Thievery Corporation. Il était souvent joué dans les bars et clubs (notamment en Angleterre après le Criminal Justice Bill de 1994 et à Ibiza) chill-out, voire certaines raves ou autres fêtes extérieures. Il s'est depuis popularisé, et on peut le retrouver dans de nombreuses ambiances commerciales hypes, à l'instar de l'easy listening. Un groupe comme Tosca (auquel participait Richard Dorfmeister) est ainsi devenu assez célèbre au début des années 2000 pour être mentionné par le Washington Post.
Comme son nom l'indique, le tempo de ce genre excède rarement les 90 BPM. En raison de sa tranquillité, il peut être rangé avec le trip hop (bien que moins agressif sur les rythmes) et surtout le dub et l'ambient, genres dont il s'approche peut-être le plus. À l'instar de son cousin, il est minimaliste, efficace, lent et transcendantal.

## Histoire

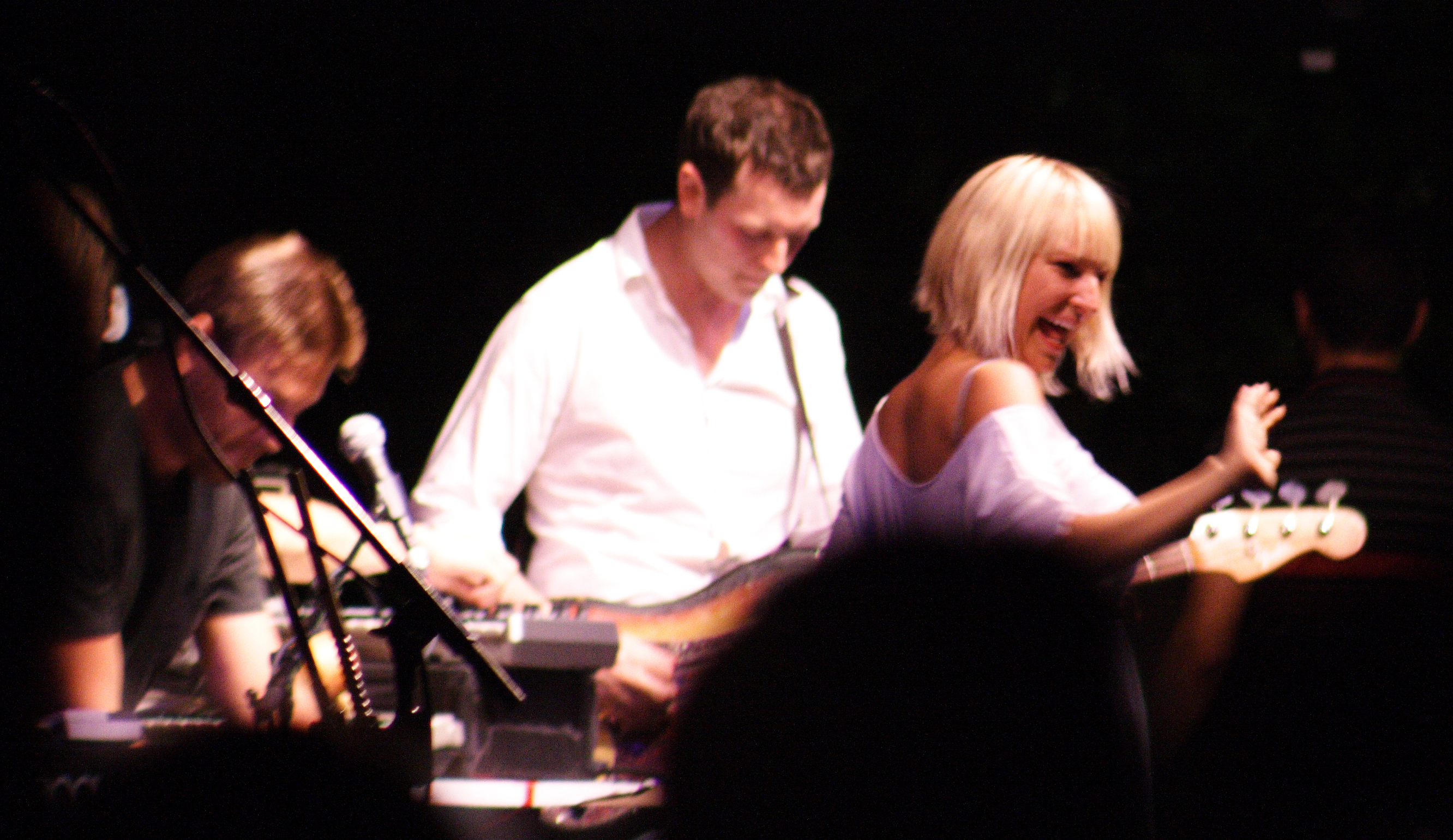
Zero 7 en concert avec Sia Furler.

Dans les années 1990, de nombreux genres musicaux prennent place dans les sections de relaxation des clubs ou sections dédiées aux soirées de musique électronique. La musique downtempo émerge à Ibiza, alors que les DJ et promoteurs décident d'opter pour une musique électronique plus douce à l'approche du lever de soleil. Fin des années 1980, le trip hop émerge à Bristol, mélangeant hip-hop, drum and bass, et atmosphères axées ambient, le tout à un tempo diminué. Fin des années 1990, un genre d'electronica plus instrumental et mélodieux incorporant sonorités acoustiques émerge sous le nom de downtempo.
Fin des années 1990, le duo autrichien Kruder und Dorfmeister popularise le genre avec ses remixes downtempo de musiques pop, hip-hop, et drum and bass aux influences soul jazz des années 1970. Les britanniques Steve Cobby et Dave McSherry, produisant sous le nom de Fila Brazillia, font paraître nombre d'albums downtempo, electronica et ambient techno qui ont également démarqué le genre. Entre-temps, les musiciens originaires de Washington, D.C. Eric Hilton et Rob Garza, mieux connus sous le nom de Thievery Corporation, mélangent le son brésilien à leur style et l'enrichissent avec du son orienté dub jamaïcain et du reggae.

## Artistes
Parmi les artistes célèbres dans le milieu du downtempo peuvent être notamment cités : Télépopmusik, Wax Tailor, Gotan Project, Blue States (en), Mark Farina, Zero 7, Thievery Corporation, Funki Porcini, Rabatek Sound System, Astre, Ganjazz Rekordz, Madjik Malik Krew, Koop, Nitin Sawhney, Stéphane Pompougnac, Saru, Bonobo, Grand Palace, Imogen Heap, Nujabes, Emancipator, Little People, Mark Nine, le duo Madison Park, Nils Frahm, Nicolas Jaar, Flume ou DJ Okawari.